# Mourvilles-Hautes
Mourvilles-Hautes (em occitano:  Morvilas Nautas) é uma comuna francesa na região administrativa da Occitânia, no departamento do Alto Garona. Estende-se por uma área de 6.59 km², com 168 habitantes, segundo o censo de 2018, com uma densidade de 25 hab/km².